# Lila (barva)
Lila, též šeříková, je světlý či bledý odstín fialové. Označení tohoto odstínu vychází z anglického lilac „šeřík“, kam se dostalo přes arabštinu a francouzštinu ze sanskrtského níla „tmavé barvy, tmavomodrý“. Stejný původ má výraz anilin a anglické slovo anil, alternativní označení pro indigo.
Lila je také spojována se zubařstvím a ve viktoriánské době byla spojována s obdobím truchlení následujícím po hlubokém truchlení. Okolo roku 2018 se počala dostávat do módy, po odbodí obliby šedé a „mileniálské“ růžové, společně s podobnými odstíny jako je levandulová a slézová.